# Kvarken
Kvarken (švédsky Kvarken nebo Norra Kvarken, finsky Merenkurkku) je název pásu moře s četnými ostrovy, který vede v Baltském moři na jihu Botnického zálivu od švédské pevniny k finské. Většina území se přitom nachází na švédské straně.
V roce 2006 (Höga kusten již v roce 2000) byl Kvarken přijat ke světovému dědictví UNESCO.
Husté pokrytí ostrovy dříve pomáhalo za tuhých zim k realizaci ledové silnice mezi ostrovy souostroví a přes celý Botnický záliv – v moderní době má ale přednost lodní doprava a trvalému zamrznutí zálivu tak brání ledoborce.

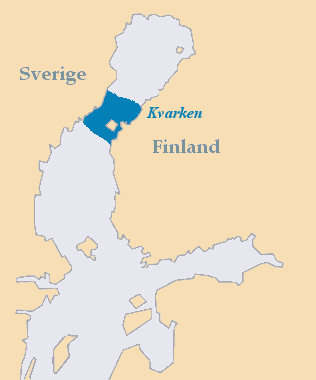
Kvarken